# Società Sportiva Juventus Stabia 1986-1987
Questa voce raccoglie le informazioni riguardanti la Società Sportiva Juve Stabia nelle competizioni ufficiali della stagione 1986-1987.

## Rosa
| N. |                   | Ruolo | Calciatore           |
| -- | ----------------- | ----- | -------------------- |
|    | Italia (bandiera) | C     | Leandro Andrian      |
|    | Italia (bandiera) | A     | Giovannio Brugaletta |
|    | Italia (bandiera) | C     | Donato Cancelli      |
|    | Italia (bandiera) | C     | Roberto Chiancone    |
|    | Italia (bandiera) |       | F. Esposito          |
|    | Italia (bandiera) | P     | Nicola Francese      |
|    | Italia (bandiera) | D     | Vincenzo Giumentaro  |
|    | Italia (bandiera) | A     | Luca Granucci        |
|    | Italia (bandiera) | C     | Pasquale Iovine      |
|    | Italia (bandiera) | C     | Vincenzo Liguori     |
|    | Italia (bandiera) | D     | Luigi Mainardi       |

| N. |                   | Ruolo | Calciatore           |
| -- | ----------------- | ----- | -------------------- |
|    | Italia (bandiera) | P     | Sandro Mancini       |
|    | Italia (bandiera) | C     | Giuseppe Oliva       |
|    | Italia (bandiera) | D     | Giacomo Pontillo     |
|    | Italia (bandiera) | P     | Giuseppe Porrino     |
|    | Italia (bandiera) | A     | Marcello Prima       |
|    | Italia (bandiera) | C     | Vincenzo Rizzi       |
|    | Italia (bandiera) | D     | Paolo Saviano        |
|    | Italia (bandiera) | D     | Alessandro Tognarini |
|    | Italia (bandiera) | D     | Pierantonio Tortelli |
|    | Italia (bandiera) | C     | Giancarlo Zanutto    |

## Risultati

### Campionato

#### Girone di andata
| 21 settembre 1986 1ª giornata | Juventus Stabia | 1 – 1 | Trapani |  |

| 28 settembre 1986 2ª giornata | Nissa | 0 – 0 | Juventus Stabia |  |

| 5 ottobre 1986 3ª giornata | Frosinone | 2 – 1 | Juventus Stabia |  |

| 12 ottobre 1986 4ª giornata | Juventus Stabia | 2 – 0 | Paganese |  |

| 19 ottobre 1986 5ª giornata | Nola | 0 – 0 | Juventus Stabia |  |

| 26 ottobre 1986 6ª giornata | Juventus Stabia | 2 – 1 | Lodigiani |  |

| 2 novembre 1986 7ª giornata | Juventus Stabia | 0 – 0 | Latina |  |

| 9 novembre 1986 8ª giornata | Rende | 2 – 2 | Juventus Stabia |  |

| 16 novembre 1986 9ª giornata | Juventus Stabia | 2 – 0 | Valdiano 85 |  |

| 23 novembre 1986 10ª giornata | Ischia Isolaverde | 1 – 1 | Juventus Stabia |  |

| 30 novembre 1986 11ª giornata | Juventus Stabia | 2 – 1 | Turris |  |

| 7 dicembre 1986 12ª giornata | Juventus Stabia | 3 – 2 | Siracusa |  |

| 14 dicembre 1986 13ª giornata | Cavese | 0 – 0 | Juventus Stabia |  |

| 21 dicembre 1986 14ª giornata | Juventus Stabia | 2 – 1 | Afragolese |  |

| 4 gennaio 1987 15ª giornata | Giarre | 2 – 1 | Juventus Stabia |  |

| 11 gennaio 1987 16ª giornata | Juventus Stabia | 3 – 2 | Ercolanese |  |

| 18 gennaio 1987 17ª giornata | Pro Cisterna | 2 – 1 | Juventus Stabia |  |

#### Girone di ritorno
| 25 gennaio 1987 18ª giornata | Trapani | 1 – 1 | Juventus Stabia |  |

| 1º febbraio 1987 19ª giornata | Juventus Stabia | 1 – 0 | Nissa |  |

| 8 febbraio 1987 20ª giornata | Juventus Stabia | 0 – 0 | Frosinone |  |

| 15 febbraio 1987 21ª giornata | Paganese | 0 – 0 | Juventus Stabia |  |

| 22 febbraio 1987 22ª giornata | Juventus Stabia | 0 – 0 | Nola |  |

| 1º marzo 1987 23ª giornata | Lodigiani | 0 – 0 | Juventus Stabia |  |

| 8 marzo 1987 24ª giornata | Latina | 2 – 0 | Juventus Stabia |  |

| 15 marzo 1987 25ª giornata | Juventus Stabia | 1 – 0 | Rende |  |

| 29 marzo 1987 26ª giornata | Valdiano 85 | 1 – 1 | Juventus Stabia |  |

| 5 aprile 1987 27ª giornata | Juventus Stabia | 0 – 0 | Ischia Isolaverde |  |

| 18 aprile 1987 28ª giornata | Turris | 2 – 1 | Juventus Stabia |  |

| 26 aprile 1987 29ª giornata | Siracusa | 2 – 1 | Juventus Stabia |  |

| 3 maggio 1987 30ª giornata | Juventus Stabia | 2 – 2 | Cavese |  |

| 17 maggio 1987 31ª giornata | Afragolese | 1 – 1 | Juventus Stabia |  |

| 24 maggio 1987 32ª giornata | Juventus Stabia | 1 – 0 | Giarre |  |

| 31 maggio 1987 33ª giornata | Ercolanese | 1 – 0 | Juventus Stabia |  |

| 7 giugno 1987 34ª giornata | Juventus Stabia | 2 – 1 | Pro Cisterna |  |